# Kręć! Jak kochasz, to kręć!
Kręć! Jak kochasz, to kręć! – film dokumentalny z 2010 roku w reżyserii Andrzeja Wajdy. Reżyser przedstawił w nim biografię swego wieloletniego współpracownika, operatora Edwarda Kłosińskiego. W filmie wykorzystane są fragmenty filmów, w których produkcji brał udział Kłosiński. Kręć... został nagrodzony na Festiwalu Form Dokumentalnych w Kielcach.